# اتا تلسکوپ
اتا تلسکوپ یک ستاره است که در صورت فلکی تلسکوپ قرار دارد.